# Ophiomyia maipuensis
Ophiomyia maipuensis este o specie de muște din genul Ophiomyia, familia Agromyzidae, descrisă de Mitsuhiro Sasakawa în anul 1994. Conform Catalogue of Life specia Ophiomyia maipuensis nu are subspecii cunoscute.